# IKCO Reera
IKCO Reera — компактный кроссовер, выпускаемый с 2024 года иранским автопроизводителем Iran Khodro.

## История
Впервые модель была показана летом 2022 года, но без подробностей, официально представлена в сентябре 2023 года, а электроверсия Rira EV в ноябре, о запуске производства объявлено в феврале 2024 года — с конвейера начали сходить тестовые образцы, с тем чтобы к маю запустить серийное производство, предзаказ открыт в августе, поставки ожидаются в конце года. Озвучены планы по поставкам в Россию.

## Описание
В основе лежит платформа IKP1, то есть локализованный вариант «тележки» PSA PF1 от Peugeot 2008, привод передний, двигатель — 1,7-литровый бензиновый турбомотор IKCO EF7-ТС мощностью 163 л. с. (такой же, как у седана Dena+), коробка передач — шестиступенчатый «автомат».
В Iran Khodro заявляют, что уже на начале производства локализация модели Reera составляет 68 %, но в будущем вырастет до 80 %.
Компания, опубликовав фото краш-тестов модели, заявляет, что это «самый безопасный иранский автомобиль в истории».